# 圣礼的争辩
《圣礼的争辩》也作圣礼辩论、圣礼之争、教义之争（義大利語：La disputa del sacramento），是意大利文艺复兴时期的画家拉斐尔创作的一幅湿壁画，于1509年至1510年间创作于梵蒂冈宗座宫殿的签字大厅（现称拉斐尔画室）。《圣礼的争辩》画于放置宗教书籍的西墙上，面对北墙象征诗歌的《帕那苏斯山》及东墙象征哲学的《雅典学院》。
《圣礼的争辩》的画面主要分为两个层次：天上和人间。在天上，上帝位于最顶端，两侧有诸天使。耶稣位于上帝下方，两边分别是圣母和施洗约翰，后面坐着诸使徒和圣人。耶稣下方有一个圆，园中有一只鸽子，象征着圣灵。在人间，画有正在争论弥撒圣礼的圣徒们。